# Эссид, Хабиб
Хабиб Эссид (араб. الحبيب الصي‎; род. 1 июня 1949, Сус, вилайет Сус, Тунис) — тунисский государственный и политический деятель, премьер-министр Туниса с 5 января 2015 по 6 августа 2016 года.

## Биография

### Молодые годы и образование
Хабиб Эссид родился 1 июня 1949 года в городе Сус вилайета Сус в Тунисе. В 1971 году получил степень магистра в области экономики Тунисского университета, после чего уехал в США, где в 1974 году получил степень магистра в области экономики сельского хозяйства Миннесотского университета.

### Карьера
Сначала Эссид работал в министерстве сельского хозяйства, где с 1975 по 1980 год был ответственен за исследования в области сельскохозяйственной ирригации. С 1980 по 1988 год занимал пост генерального директора Управления развития орошаемых областей Гафсы и Джерида. В 1989 году был руководителем сельскохозяйственного развития Бизерты. С 1993 по 1997 год занимал должность секретаря министра сельского хозяйства, с 1997 по 2001 год — секретаря министра внутренних дел, с 2001 по 2002 год находился на посту государственного секретаря по рыболовству министра сельского хозяйства, а с 2002 по 2003 год — по окружающей среде. С 2003 по 2004 год был генеральным директором Общества трубопроводных транспортировок по Сахаре. С 2004 по 2010 год занимал должность исполнительного директора Международного совета по оливковому маслу со штаб-квартирой в Мадриде.
После жасминовой революции и свержения президента Бен Али, 28 марта 2011 года временный президент Туниса Фуад Мебаза назначил Эссида на пост министра внутренних дел на смену Фархату Раджи. После октябрьских выборов того же года, 24 декабря Эссид оставил свой пост и стал советником исламистского премьер-министра Хамади Джебали по вопросам безопасности, занимая эту должность до марта 2013 года.

### Пост премьер-министра
5 января 2015 года в Карфагенском дворце, после заключения соглашения с политическими партиями страны, избранный президент Туниса Беджи Каид Эс-Себси назначил Эссида на пост премьер-министра страны, дав ему месяц на формирование правительства, которое должно получить вотум доверия от депутатов Национальной ассамблеи. Как и Эс-Себси, Эссид провёл почти все годы своей карьеры на государственных должностях при президенте Бен Али, вследствие чего считается «ветераном» его диктатуры.

## Личная жизнь
Женат, трое детей.